# سزار سامپایو
کارلوس سزار سامپایو کامپوس (به فرانسوی: Carlos César Sampaio Campos) (زاده ۳۱ مارس ۱۹۶۸) بازیکن پیشین فوتبال تیم ملی فوتبال برزیل بود.
وی در پست هافبک دفاعی بازی می‌کرد و در باشگاه‌هایی مانند سانتوس، پالمیراس و سائوپائولو در برزیل و یوکوهاما، کاشیوا ریسول و سانفریس هیروشیما در آسیا بازی کرده‌است. همچنین سامپایو مدتی در تیم دپورتیوو لاکرونیا در لالیگا اسپانیا بازی کرد. سامپایو نقش مهمی در نایب قهرمانی در جام جهانی ۱۹۹۸ ایفا کرد.